# 西保神社
西保神社（にしぼじんじゃ）は、富山県高岡市戸出西部金屋にある神社である。

## 歴史
- 1910年（明治43年）8月10日、村社五社之宮（祭神：天之御中主神、高皇産霊神、神皇産霊神、宇麻志葦牙彦舅神（うましあしかびひこぢ）、天之底立神、鎮座地：字宮島693番地）に、末社である神明社（通称：常木の宮、祭神：天照皇大神、豊受大神、鎮座地：字申ヶ辻93番地）、白山社（通称：宗右衛門の宮、鋳物師の宮、祭神：白山比咩神（しらやまひめ）、鎮座地：字寺島2988番地）、愛宕社（通称：毘沙門社、祭神：加具土大神、鎮座地：字寺島3191番地）、神明社（通称：落合の宮、祭神：天照皇大神、鎮座地：字下段島4159番地）の4社が合祀され、現在の西保神社となった。
- 合祀前各神社の創建は不詳である。
- 村社五社之宮は、西保（高岡市戸出西部金屋）と東保（砺波市東保）が1つの村であった時代の宮であるとの伝承がある。1つの村は庄川の氾濫により庄川左岸が西保三ヶ、庄川右岸が東保七ヶという2つの村に分かれた。かつて1つ宮だったことを懐かしむようにして西保神社は東を向き、東保神社は西を向きあっているという。
- 毘沙門社とも呼ばれた愛宕社の社地には毘沙門杉が繁茂していた。毘沙門杉は樹齢1300年といわれた巨杉で、1924年（大正13年）12月に天然記念物として国の指定を受けたが、1979年（昭和54年）の台風で倒れてしまった。毘沙門杉を記憶を後世に残すため当地には毘沙門堂が建てられ、御堂の中には毘沙門杉の根などが展示されている。